# Mutiny on the Bay
Mutiny on the Bay – ósmy album zespołu Dead Kennedys wydany 24 kwietnia 2001 roku przez firmę Manifesto. Materiał z tej płyty został nagrany na żywo. Jello Biafra skrytykował tę płytę za jej jakość.

## Lista utworów
1. Introduction
2. Police Truck
3. Kill the Poor
4. Holiday in Cambodia
5. Moon Over Marin
6. California Uber Alles
7. M.T.V. − Get off the Air
8. Too Drunk to Fuck
9. Goons of Hazard
10. This Could Be Anywhere
11. Forward to Death
12. I Am the Owl
13. Hellnation
14. Riot

## Muzycy
- Jello Biafra – wokal
- East Bay Ray – gitara, producent
- Klaus Flouride – gitara basowa, wokale
- D.H. Peligro – perkusja
- John Cuniberti – miksowanie